# Макбрайд, Майлз
Майлз Макбрайд (англ. Miles McBride; род. 8 сентября 2000, Цинциннати, Огайо) — американский профессиональный баскетболист, выступающий за команду Национальной баскетбольной ассоциации «Нью-Йорк Никс». Играет на позиции разыгрывающего защитника.

## Профессиональная карьера

### Нью-Йорк Никс (2021—н.в.)
Макбрайд был выбран во втором раунде драфта НБА 2021 года под 36-м номером командой «Оклахома-Сити Тандер», а затем был обменян в «Нью-Йорк Никс» вместе с Рокасом Йокубайтисом на Джеремайю Робинсон-Эрла. 6 августа 2021 года «Никс» объявили, что подписали контракт с Макбрайдом. В Летней лиге НБА 2021 года Макбрайд набирал в среднем 15,1 очка, 3,5 подбора, 3,5 передачи и 1,9 перехвата за игру. 24 октября 2021 года он дебютировал в регулярном чемпионате НБА. 1 февраля 2022 года Макбрайд был переведён в «Уэстчестер Никс», и набрал 39 очков в матче против «Делавэр Блю Коатс» (117:107).
30 декабря 2023 года «Никс» объявили о продлении контракта с Макбрайдом на 3 года и 13 миллионов долларов. После обмена защитников Ар Джей Барретта и Иммануэла Куикли для Макбрайда освободилось место в ротации «Никс» на постоянной основе. 18 марта 2024 года Макбрайд вышел в стартовом составе вместо травмированного Оу Джи Ануноби, набрав рекордные в карьере 29 очков и 6 трёхочковых за 47 минут, когда «Никс» на выезде обыграли «Голден Стэйт Уорриорз» со счётом 119:112. Макбрайд сыграл все 48 минут в матче против «Бруклин Нетс», став вместе с одноклубником Джошом Хартом единственными игроками, которые провели весь матч на паркете в сезоне 2023/2024.

## Статистика

### Статистика в НБА
| Сезон                                                                                    | Команда  | Регулярный сезон | Регулярный сезон | Регулярный сезон | Регулярный сезон | Регулярный сезон | Регулярный сезон | Регулярный сезон | Регулярный сезон | Регулярный сезон | Регулярный сезон | Регулярный сезон | Серия плей-офф | Серия плей-офф | Серия плей-офф | Серия плей-офф | Серия плей-офф | Серия плей-офф | Серия плей-офф | Серия плей-офф | Серия плей-офф | Серия плей-офф | Серия плей-офф |
| Сезон                                                                                    | Команда  | GP               | GS               | MPG              | FG%              | 3P%              | FT%              | RPG              | APG              | SPG              | BPG              | PPG              | GP             | GS             | MPG            | FG%            | 3P%            | FT%            | RPG            | APG            | SPG            | BPG            | PPG            |
| ---------------------------------------------------------------------------------------- | -------- | ---------------- | ---------------- | ---------------- | ---------------- | ---------------- | ---------------- | ---------------- | ---------------- | ---------------- | ---------------- | ---------------- | -------------- | -------------- | -------------- | -------------- | -------------- | -------------- | -------------- | -------------- | -------------- | -------------- | -------------- |
| 2021/22                                                                                  | Нью-Йорк | 40               | 2                | 9,3              | 29,6             | 25,0             | 66,7             | 1,1              | 1,0              | 0,4              | 0,0              | 2,2              | Не участвовал  | Не участвовал  | Не участвовал  | Не участвовал  | Не участвовал  | Не участвовал  | Не участвовал  | Не участвовал  | Не участвовал  | Не участвовал  | Не участвовал  |
| 2022/23                                                                                  | Нью-Йорк | 64               | 2                | 11,9             | 35,8             | 29,9             | 66,7             | 0,8              | 1,1              | 0,6              | 0,1              | 3,5              | 8              | 0              | 2,5            | 25,0           | 33,3           | -              | 0,3            | 0,1            | 0,0            | 0,1            | 0,4            |
| 2023/24                                                                                  | Нью-Йорк | 68               | 14               | 19,5             | 45,2             | 41,0             | 86,0             | 1,5              | 1,7              | 0,7              | 0,1              | 8,3              | 13             | 2              | 26,7           | 43,5           | 36,8           | 83,3           | 2,2            | 1,9            | 0,5            | 0,2            | 11,0           |
|                                                                                          | Всего    | 172              | 18               | 14,3             | 40,4             | 35,5             | 76,0             | 1,1              | 1,3              | 0,6              | 0,1              | 5,1              | 21             | 2              | 17,5           | 43,0           | 36,6           | 83,3           | 1,5            | 1,2            | 0,3            | 0,1            | 7,0            |
| Наведите курсор мыши на аббревиатуры в заголовке таблицы, чтобы прочесть их расшифровку. |          |                  |                  |                  |                  |                  |                  |                  |                  |                  |                  |                  |                |                |                |                |                |                |                |                |                |                |                |

### Статистика в Джи-Лиге
| Сезон                                                                                    | Команда         | Регулярный сезон | Регулярный сезон | Регулярный сезон | Регулярный сезон | Регулярный сезон | Регулярный сезон | Регулярный сезон | Регулярный сезон | Регулярный сезон | Регулярный сезон | Регулярный сезон | Серия плей-офф | Серия плей-офф | Серия плей-офф | Серия плей-офф | Серия плей-офф | Серия плей-офф | Серия плей-офф | Серия плей-офф | Серия плей-офф | Серия плей-офф | Серия плей-офф |
| Сезон                                                                                    | Команда         | GP               | GS               | MPG              | FG%              | 3P%              | FT%              | RPG              | APG              | SPG              | BPG              | PPG              | GP             | GS             | MPG            | FG%            | 3P%            | FT%            | RPG            | APG            | SPG            | BPG            | PPG            |
| ---------------------------------------------------------------------------------------- | --------------- | ---------------- | ---------------- | ---------------- | ---------------- | ---------------- | ---------------- | ---------------- | ---------------- | ---------------- | ---------------- | ---------------- | -------------- | -------------- | -------------- | -------------- | -------------- | -------------- | -------------- | -------------- | -------------- | -------------- | -------------- |
| 2021/22                                                                                  | Уэстчестер Никс | 10               | 10               | 39,2             | 47,8             | 46,6             | 84,0             | 5,5              | 10,1             | 2,3              | 0,5              | 27,3             | Не участвовал  | Не участвовал  | Не участвовал  | Не участвовал  | Не участвовал  | Не участвовал  | Не участвовал  | Не участвовал  | Не участвовал  | Не участвовал  | Не участвовал  |
| 2022/23                                                                                  | Уэстчестер Никс | 3                | 3                | 31,1             | 60,0             | 57,1             | 75,0             | 4,7              | 8,3              | 1,7              | 0,0              | 24,3             | Не участвовал  | Не участвовал  | Не участвовал  | Не участвовал  | Не участвовал  | Не участвовал  | Не участвовал  | Не участвовал  | Не участвовал  | Не участвовал  | Не участвовал  |
| 2023/24                                                                                  | Уэстчестер Никс | 2                | 2                | 35,8             | 33,3             | 36,4             | 100,0            | 3,0              | 4,5              | 1,5              | 0,5              | 19,0             | Не участвовал  | Не участвовал  | Не участвовал  | Не участвовал  | Не участвовал  | Не участвовал  | Не участвовал  | Не участвовал  | Не участвовал  | Не участвовал  | Не участвовал  |
|                                                                                          | Всего           | 15               | 15               | 37,1             | 47,8             | 46,6             | 84,6             | 5,0              | 9,0              | 2,1              | 0,4              | 25,6             | Не участвовал  | Не участвовал  | Не участвовал  | Не участвовал  | Не участвовал  | Не участвовал  | Не участвовал  | Не участвовал  | Не участвовал  | Не участвовал  | Не участвовал  |
| Наведите курсор мыши на аббревиатуры в заголовке таблицы, чтобы прочесть их расшифровку. |                 |                  |                  |                  |                  |                  |                  |                  |                  |                  |                  |                  |                |                |                |                |                |                |                |                |                |                |                |

### Статистика в NCAA
| Сезон | Команда        | Conf   | Class | GP | GS | MPG  | FG%  | 3P%  | FT%  | RPG | APG | SPG | BPG | PPG  |
| --- | -------------- | ------ | ----- | -- | -- | ---- | ---- | ---- | ---- | --- | --- | --- | --- | ---- |
| 2019/20 | Уэст Вирджиния | Big 12 | FR    | 31 | 2  | 22,2 | 40,2 | 30,4 | 74,7 | 2,4 | 1,8 | 1,1 | 0,5 | 9,5  |
| 2020/21 | Уэст Вирджиния | Big 12 | SO    | 29 | 28 | 34,2 | 43,1 | 41,4 | 81,3 | 3,9 | 4,8 | 1,9 | 0,3 | 15,9 |
| Всего | Всего          | Всего  | Всего | 60 | 30 | 28,0 | 41,9 | 36,8 | 78,5 | 3,1 | 3,3 | 1,5 | 0,4 | 12,6 |
| Наведите курсор мыши на аббревиатуры в заголовке таблицы, чтобы прочесть их расшифровку Статистика приведена с сайта sports-reference.com |                |        |       |    |    |      |      |      |      |     |     |     |     |      |